# Azuré parme
Tarucus rosacea
Espèce
L’Azuré parme (Tarucus rosacea) est une espèce d'insectes lépidoptères de la famille des Lycaenidae, de la sous-famille des Polyommatinae et du genre Tarucus. 

## Dénominations
Tarucus rosacea a été nommé par Jules Léon Austaut en 1885.
Synonymes :Lycaena theophrastus var. rosacea (Austaut, 1885), Tarucus rosaceus mediterraneae (Bethune-Baker, 1918).

### Noms vernaculaires
L’Azuré parme se nomme en anglais Mediterranean Tiger Blue ou Mediterranean Pierrot.

## Description
C'est un très petit papillon qui présente un dimorphisme sexuel, le dessus du mâle est parme, celui de la femelle est ocre foncé orné de damiers blancs. Les deux présentent une frange blanche et des queues bien marquées. 
Le revers est gris très pâle  orné de taches noires confluentes formant des lignes. L'aile postérieure présent des taches submarginale. Les queues sont bien visibles

### Espèces ressemblantes
L'Azuré du jujubier, l'Azuré de l'argolou et l'Azuré parme se ressemble. La femelle de l'Azuré de l'argolou ne présente pas de taches blanches et celle de l'Azuré du jujubier est marron ornée de blanc. Les mâles sont très semblables avec pour l'Azuré parme un point discal linéaire aux antérieures.

## Biologie

### Période de vol et hivernation
Il vole en plusieurs générations, de mai à septembre.
La chenille est soignée par les fourmis Plagiolepis pygmaea, Camponotus sicheli, Monomorium salomonis.
Cet azuré hiverne à l'état nymphal.

### Plantes hôtes
Ses plantes hôtes sont Paliurus spina-christi et Ziziphus lotus, Zizyphus sphina-christi, Ziziphus leucodermis,.

## Écologie et distribution
Il est présent en Afrique (Soudan, Nigeria, Ouganda, Mauritanie), en Afrique du Nord, dans le sud des Balkans et en Asie Mineure ainsi que dans une partie du centre de l'Asie et en Inde,.

### Biotope
Son habitat est constitué de terrains chauds et secs. 

### Protection
Pas de statut de protection particulier.

## Philatélie
Le Sultanat d'Oman lui a dédié un timbre émis en 2000